# Lichenomphalia alpina
Lichenomphalia alpina (Britzelm.) Redhead, Lutzoni, Moncalvo & Vilgalys – gatunek grzybów należący do rodziny wodnichowatych (Hygrophoraceae). Ze względu na współżycie z glonami zaliczany jest do porostów.

## Systematyka i nazewnictwo
Pozycja w klasyfikacji według Index Fungorum: Lichenomphalia, Hygrophoraceae, Agaricales, Agaricomycetidae, Agaricomycetes, Agaricomycotina, Basidiomycota, Fungi.
Po raz pierwszy gatunek ten w 1890 r. opisał Max Britzelmayr, nadając mu nazwę Agaricus alpinus. Obecną, uznaną przez Index Fungorum nazwę, nadali mu Scott Alan Redhead, François M. Lutzoni, Jean-Marc Moncalvo i Rytas J. Vilgalys w 2002 r. Synonimy:

- Agaricus alpinus Britzelm. 1890
- Agaricus umbellifer f. flavus Cooke 1883
- Gerronema alpinum (Britzelm.) Bresinsky & Stangl 1976
- Omphalia alpina (Britzelm.) Sacc. 1895
- Omphalia flava (Cooke) F.H. Møller 1945
- Omphalia umbellifera f. flava (Cooke) Cejp 1936
- Omphalia umbellifera var. flava (Cooke) Rea 1922
- Omphalina alpina (Britzelm.) Bresinsky & Stangl 1974
- Omphalina flava (Cooke) M. Lange 1955[3].

W 2003 r. Władysław Wojewoda zaproponował polską nazwę pępówka żółta. Nazwa ta jednak jest niespójna z obecną nazwą naukową.

## Morfologia
Owocnik
Porosty z rodzaju Lichenomphalia należą do nielicznej procentowo grupy porostów, w których mykobiontem jest grzyb z grupy podstawczaków. Na podłożu rozwija się plecha homeomeryczna zawierająca glony z rodzaju Coccomyxa. Z plechy tej wyrasta owocnik typowy dla grzybów kapeluszowych. Lichenomphalia alpina ma kapelusz o średnicy 0,5–2,5 cm, żółty. Blaszki zbiegające na trzon, grube, rzadkie, jasnożółte. Trzon o wysokości 1–3 cm i średnicy 0,1–0,3 cm, jasnożółty, aksamitny i oprószony.
Cechy mikroskopowe
Zarodniki 8–9,5 × 3,5–4,5 µm, elipsoidalne do cylindrycznych. Wysyp zarodników żółty.

## Występowanie i siedlisko
Występuje w Europie, Ameryce Północnej (Alaska i Kanada), Azji, Australii i na Nowej Zelandii, głównie w górach i tundrze. W polskim piśmiennictwie mykologicznym do 2003 r. podano tylko dwa stanowiska. Według W. Wojewody rozprzestrzenienie tego gatunku w Polsce nie jest znane i trudno określić, czy jest zagrożony.
Rośnie na gołej ziemi, czasem na skałach.